# Al-Kasra (poddystrykt)
Al-Kasra – jedna z 7 jednostek administracyjnych trzeciego rzędu (nahijja) dystryktu Dajr az-Zaur w muhafazie Dajr az-Zaur w Syrii.
W 2004 roku poddystrykt zamieszkiwało 63 226 osób.